# Be My Guest
Be My Guest är en musiksingel från den ukrainska sångerskan Gaitana och som var Ukrainas bidrag i Eurovision Song Contest 2012. Gaitana har själv skrivit både text och musik till låten. KIWI Project var med och komponerade låten. Den 18 februari 2012 vann låten Ukrainas nationella uttagningsfinal som innehöll 21 bidrag. Den officiella musikvideon hade premiär den 17 mars. Låten framfördes i den andra semifinalen den 24 maj. Därifrån tog sig bidraget vidare till finalen som hölls den 26 maj. Där hamnade bidraget på 15:e plats med 65 poäng, lika många poäng som Cyperns bidrag "La La Love" med Ivi Adamou hade fått.

## Versioner
1. "Be My Guest" – 3:00[7]
2. "Be My Guest" (karaokeversion) – 3:01[8]

## Listplaceringar
| Lista (2012) | Topplacering |
| ------------ | ------------ |
| Ryssland     | 140          |